# Burton C. Bell
Burton Christopher Bell es un músico estadounidense, más conocido por ser el exvocalista-líder de la banda Fear Factory, con quienes ha permanecido desde que entró. Su estilo vocal va desde usar voces limpias y melódicas hasta death growls.

## Carrera

### Fear Factory
Antes de unirse a Fear Factory, Bell era integrante de Hate Face. En 1989, él, junto con el guitarrista Dino Cazares y el batería Raymond Herrera formaron la banda Ulceration, pero al poco tiempo cambiaron el nombre a Fear Factory. La banda grabó cuatro álbumes de estudio antes de que Fear Factory se separara temporalmente en el 2002 debido a las discusiones entre Bell y Cazares. La banda se volvió a formar al poco tiempo ahora con Christian Olde Wolbers (anterior bajista) ahora a cargo de las guitarras y Byron Stroud en el bajo, lanzando así 2 álbumes; uno con Wolbers encargándose del bajo y la guitarra y el segundo ya con Stroud en el bajo. Durante el siguiente periodo de inactividad, Cazares y Bell arreglaron sus diferencias y en el 2009 decidieron volver a formar Fear Factory ya sin Herrera y Olde Wolbers, quienes fundaron la banda Arkaea, junto con miembros de Threat Signal. El baterista Gene Hoglan fue reclutado para finalizar la alineación.

### Ascension of the Watchers
Después del hiato de Fear Factory en el año 2005, Bell formó la banda Ascension of the Watchers junto con John Bechdel en el estudio Betchel en Mifflinburg (Pensilvania, EE. UU.). The Watchers lanzaron solamente un EP via internet titulado Iconoclast ese mismo año. En octubre del 2006, Burton anunció por medio de la página web de Ascension of the Watchers lo siguiente, "Tenía planeado enfocarme en Fear Factory por un tiempo, pero el año 2007 es exclusivo para dedicarme a Ascension of The Watchers." El 19 de febrero, Ascension of the Watchers lanzó su primer álbum titulado Numinosum. El tiempo de inactividad de Fear Factory, le ayudó a Burton a explorar otras corrientes musicales.

### Apariciones como invitado
Bell ha aparecido como vocalista invitado en muchos proyectos como en el álbum de G/Z/R Plastic Planet lanzado en 1995. Debido a los compromisos con Fear Factory, Bell ya no sería el vocalista del segundo álbum de G/Z/R, Black Science.
Burton grabó una canción para la banda de metalcore británica This Is Menace, pero no fue incluida en la edición final de ese álbum, No End In Sight. Burton también se ha presentado en vivo para la banda Ministry en una gira en el año 2008, particfipando en algunas canciones como Stigmata, Thieves y So What taking junto con el vocalista líder de la banda, Al Jourgensen. Burton se ha unido, junto con Byron Stroud, a la banda City of Fire.

## Vida personal
Bell y su esposa Amy Abattoir (una artista), tuvieron una hija el 17 de febrero de 2006 y un hijo nacido en diciembre del 2007. Tiene un hermano gemelo, Ben, quien es cantante de country. Burton es fotógrafo y escritor, cuando termina sus compromisos con sus bandas.
Bell fue uno de los tantos "jóvenes fans" que aparecieron en el video de Nirvana "Smells Like Teen Spirit", donde es visible al minuto 2:12, como el chico con una camiseta azul hasta el frente. Esta experiencia ha sido citada por él en numerosas ocasiones. Sus canciones favoritas de Fear Factory son "Shock" y "Resurrection".

## Discografía
Fear Factory
- Demo 1 (1991)
- Demo '91 (1991)
- Soul of a New Machine (1992)
- Demanufacture (1995)
- Obsolete (1998)
- Digimortal (2001)
- Concrete (2002) (previamente grabado en 1991)
- Archetype (2004)
- Transgression (2005)
- Mechanize (2010)
- The Industrialist (2012)
- Genexus (2015)
- Aggression Continuum (2021)

G/Z/R
- Plastic Planet (1995)

Ascension of the Watchers
- Iconoclast EP (2005)
- Numinosum (2008)
- Apocrypha (2020)

City of Fire
- City of Fire (2009)
- Trial Through Fire (2013)

Como invitado
- The Clay People - The Iron Icon (1995)
- Spineshank - Strictly Diesel (1998)
- Kilgore - Search for Reason (1998)
- Soulfly - Soulfly (1998)
- Static X - The Crow: Salvation (2000)
- Kill II This - Trinity (2000)
- Still Life Decay - Storm & Stress (2004)
- Strapadon Factory - We Reach: The Music of the Melvins (2005)
- SOil - True Self (2006)
- Ministry - The Last Sucker (2007)
- Ministry - Cover up (2007)
- This Is Menace - No End Sight (2007)
- M.A.N - Peacenemy (2008)
- Cycle of Pain - Cycle of Pain (2009)
- Dream Theater - Uncovered 2003-2005 (Official Bootleg) (2009)
- Delain - We Are the Others (2012)